# Wilhelm Voller
Wilhelm Voller (* 9. August 1897 in Langendiebach; † 24. Juni 1973) war ein deutscher Kommunalpolitiker (SPD) und Landrat des Landkreises Hanau.

## Herkunft und Ausbildung
Wilhelm Voller war der Sohn des Holzarbeiters Johann Voller, der in Langendiebach die SPD-Ortsgruppe gegründet hatte. Nach Schule und Lehre als Drucker wurde Wilhelm Voller am 1. August 1916 eingezogen und erlebte den Ersten Weltkrieg an der Westfront. Im Februar 1919 wurde er aus dem Militär entlassen.

## Politische Karriere
Wie schon sein Vater engagierte sich Wilhelm Voller in der SPD, der Gewerkschaft und in der Kommunalpolitik. Von 1924 bis 1933 war er Mitglied der Gemeindevertretung von Langendiebach.
Voller wurde 1937 wegen „illegaler Parteiarbeit“ zusammen mit 16 weiteren Sozialdemokraten verhaftet und wurde mehrere Wochen im Hanauer Gestapo-Gefängnis festgehalten, aus dem er am 24. Dezember 1937 zwar entlassen aber zu einer Gefängnisstrafe verurteilt wurde.
Nach dem Ende des Zweiten Weltkriegs wurde Voller am 31. Mai  1945 von der US-amerikanischen Besatzungsmacht als Landrat eingesetzt, nachdem sein Vorgänger, der seit April im Auftrag der Besatzungsmacht tätige kommissarische Landrat Mathias Floeth entlassen worden war. Am 12. Juni 1946 wurde er vom Kreistag demokratisch gewählt und in seinem Amt bestätigt, 1948 auf weitere sechs und 1954 auf weitere 12 Jahre gewählt. Während dieser Zeit war er nebenamtlich Aufsichtsratsvorsitzender der Elektrizitäts-Aktiengesellschaft Mitteldeutschland mit Sitz in Kassel. Als er am 12. Juni 1966 in den Ruhestand verabschiedet wurde, war er der dienstälteste hessische Landrat und bestimmte damit wesentlich den Wiederaufbau im Landkreis Hanau nach den Zerstörungen des Krieges.
1966 wurde ihm das Große Verdienstkreuz der Bundesrepublik Deutschland verliehen.

## Familie
Wilhelm Voller war zwei Mal verheiratet. Aus beiden Ehen hatte er je einen Sohn.

## Schriften
- Der Landkreis Hanau. In: Hanau, Dokument des Lebenswillens einer deutschen Stadt. Hrsg. Magistrat der Stadt in Zusammenarbeit mit Wolfgang Arnim Nagel. Kuwe-Verlag, Hanau, 1951, S. 76–86.